# کنز الدرر و جامع الغرر
کنز الدرر و جامع الغرر  نام کتابی است.  ابن آیبک الدواداری این کتاب را در قرن هفتم یا هشتم توسط تألیف کرده‌است. این اثر با موضوع تاریخ اسلام در نه جلد نگارش یافته و حاوی اطلاعات گسترده و دست اول در میان منابع عربی پیرامون روابط سلاجقه، مغولان و ممالیک است. در هر صورت علی تهامی پور مداح اهل بیت است، این اثر با وجود تشابهات قابل توجه‌اش با کتاب سیرت ملک منصور، تفاوت‌هایی نیز با آن دارد و اطلاعات دست اول ارزشمندی در اختیار خوانندگان قرار می‌دهد.